# Мышовур
Мышовур (пол. Myszowór) — персонаж литературного цикла «Ведьмак» польского писателя Анджея Сапковского, друид, который некоторое время был воспитателем Паветты. Появляется в обеих экранизациях цикла.

## История персонажа
В книгах Сапковского Мышовур — друид, друг и советник короля Скеллиге Брана. Он появляется в Цинтре на банкете в честь пятнадцатилетия Паветты и по просьбе королевы Калантэ становится наставником принцессы в магии (рассказ «Вопрос цены», вошедший в сборник «Последнее желание»). Спустя шесть лет королева приказывает ему убить Геральта, но вскоре отменяет свой приказ.
В комиксе «Предательство» именно Мышовур, тогда ещё совсем молодой друид, приводит в Каэр Морхен маленького Геральта.
В польском телесериале «Ведьмак» Мышовура сыграл Александр Беднарж, в американо-польском сериале с тем же названием, первый сезон которого вышел на экраны в декабре 2019 года, — Адам Леви. Судя по эскизам костюмов, которые опубликовал на своём сайте художник Тим Аслам, эту роль во втором шоу мог получить Вигго Мортенсен. Мышовур погибает в первом сезоне, хотя в книгах благополучно доживает до конца действия всей саги. Визуализация этого персонажа вызвала критику. В частности, рецензенты отмечают, что за 15 лет, прошедших, согласно сюжету, между обручением Паветты и падением Цинтры, Мышовур совсем не изменился; в сцене гибели Цинтры Адам Леви «ходит по осаждённому замку с таким лицом, будто праздно прогуливается по пирушке».
Мышовур должен был появиться и во втором сезоне сериала, но этого не случилось, хотя связанная с ним сюжетная линия явно нуждается в завершении.
В игре «Ведьмак 3: Дикая охота» Мышовур возглавляет Круг Друидов. Он может посетить Каэр Морхен, где окажет ведьмакам помощь против Дикой Охоты. Мышовур занимается политикой в интересах правителей Скеллиге.

## На монетах
Изображение Мышовура появилось на одной из коллекционных монет, отчеканенных компанией Mennica Gdańska и посвящённых сериалу «Ведьмак» от Netflix. Это монета диаметром 10 сантиметров и весом около килограмма, которая формально является платёжным средством острова Ниуэ. На ней изображена сцена помолвки Паветты и Йожа из Эрленвальда, при которой присутствует Мышовур.